# Паул Акола
Паул Акола (20. фебруар 1967) је бивши швајцарски алпски скијаш. Освојио је велики кристални глобус у сезони 1991/92, и четири медаље на Зимским олимпијским играма и Светским првенствима.
Током каријере је остварио седам победа у Светском купу, а 26 пута је био пласиран међу прва три. Паул Акола је 2002. доживео тешку повреду колена. Престао је да се такмичи у фебруару 2005.

## Освојени кристални глобуси
| Сезона | Дисциплина      |
| ------ | --------------- |
| 1992.  | Укупно          |
| 1992.  | Супервелеслалом |
| 1992.  | Комбинација     |

## Победе у Светском купу
7 (2 у супервелеслалому, 1 у велеслалому, 1 у слалому и 3 у комбинацији)
| Датум              | Место               | Трка            |
| ------------------ | ------------------- | --------------- |
| 29. новембар 1991. | Брекенриџ           | Велеслалом      |
| 30. новембар 1991. | Брекенриџ           | Слалом          |
| 13. јануар 1992.   | Гармиш-Партенкирхен | Комбинација     |
| 19. јануар 1992.   | Кицбил              | Комбинација     |
| 26. јануар 1992.   | Венген              | Комбинација     |
| 1. фебруар 1992.   | Межев               | Супервелеслалом |
| 1. март 1992.      | Мориока             | Супервелеслалом |